# Accattone
Accattone és una pel·lícula italiana dirigida per Pier Paolo Pasolini i estrenada el 1961. Es tracta de la primera pel·lícula de l'artista. Ha estat doblada al català.

## Argument[2]
Accattone ('captaire', en italià) és un petit proxeneta dels afores de Roma que fa treballar de prostituta Maddalena. Viuen més o menys amb Nannina, l'esposa de Cicio, el vell proxeneta de Maddalena que ha estat denunciat i purga una pena a la presó. Un dia arriben els amics de Cicio que volen arreglar un compte amb Accattone i Maddalena. Enverinen Accattone i després s'enduen Maddalena, a qui colpeixen i abandonen. Aquesta es troba entre la policia i Accattone, per tant, sense poder-se guanyar la vida. Accatone s'arrossega sense diners, intenta trobar-ne anant a veure la seva antiga esposa que havia abandonat amb el seu fill, que el fa fora. Poc abans, s'havia creuat Stella, una noia pura i ingènua. Quan se la torna a creuar, Accattone intentarà seduir-la per portar-la a prostituir-se. Maddalena, en assabentar-se que Accattone té una nova protegida decideix, per venjança, denunciar-lo. Però Accattone, seduït per la puresa de Stella, ja no torna a ser el proxeneta que era...

## Gènesi
Abans de passar a la direcció, Pier Paolo Pasolini ja havia escrit diverses novel·les (Le Ragazzi, Una vida violenta) en les quals descrivia els ravals de Roma. Reprèn aquests temes en Accattone. «Per al cinema, vol un contacte menys filtrat socialment amb el seu públic, que tindrà una comprensió més immediata amb les imatges d'una pel·lícula que amb les pàgines d'un llibre».
Escriu el guió durant l'estiu del 1960 amb Sergio Citti, que li ha ensenyat el dialecte romà. No rodarà sinó més tard per problemes de producció i de tria de l'actor principal, que serà Franco Citti, germà de Segio Citti, com desitjava. La pel·lícula no sortirà fins al 1962.

## Una mirada als afores romans
Els afores de Roma és la decoració permanent de la pel·lícula. Pier Paolo Pasolini freqüentava aquests paisatges. Hi tenia amics i el seu gust per les balades l'hi portava sovint.
La majoria de les escenes passen a via del Pigneto, no lluny de via Casilina, via Fanfulla da Lodi, algunes a via Baccina i a San Lorenzo, i les últimes seqüències al Testaccio (via Franklin i Ponte Tesaccio). L'univers dels borgate, dels terrenys herbosos, desolats.
El seu viatge a l'Índia, just abans del rodatge (descriurà aquesta experiència en L'olor de l'Índia), sembla la gènesi de la seva mirada sobre els barris populars que voregen Roma. Aquest primer contacte amb el «tercer món» té lloc entre les primeres proves mostrades a Fellini i el començament del rodatge. Desenvolupa en aquest viatge un gust per l'arquitectura anàrquica, destrossada, que caracteritza aquests espais urbans. Són els vells «barris de barraques» romans més sovint filmats, i no les «ciutats noves» que empenyen llavors en aquest paisatge després de la guerra.

## Un llenguatge cinematogràfic nou
La mirada de Pasolini sobre aquests llocs és impregnat de curiositat i de nostàlgia. Els vagarejos d'Accattone li donen l'ocasió d'escombrar aquests barris amb un lent moviment de càmera, càmera contemplativa de cara a la bellesa ruda d'aquests espais i d'aquests cossos.
Des de la seva primera pel·lícula, Pasolini té l'ambició de crear un nou llenguatge cinematogràfic. El que l'interessa en el cinema és el poder, en aquest nou llenguatge artístic, d'expressar allò que no pot expressar la literatura o la poesia.
Fellini criticarà durament l'escenificació de Pasolini. Comparteix les seves reserves en relació amb la seva tècnica: mals enquadramants, moviments de càmera, omnipresència del tràveling. Totes aquestes crítiques afectaran Pasolini però no el faran canviar d'opinió. Els tràvelings sobre els personatges errants als afores alternen amb plans més estrets sobre les cares i els cossos. Pasolini assumeix aquesta escenificació: «Igual ritme ràpid, precipitat, pla, d'un primer llançament, funcional, sense color i sense atmosfera, tot contra els personatges».
Alguns plans semblen arbitraris, presents sense raons aparents. Pasolini busca, gràcies a un muntatge fragmentat, convertir la càmera en «observador invisible», mirant els personatges resistir sense intervenir mai.

## La música enAccattone
Pasolini ha reflexionat molt sobre la utilització del so i de la música en Accattone. Busca canalitzar les emocions de l'espectador, però també sorprendre i donar una força patètica a les accions dels personatges.
La banda sonora sovint té un decalatge amb les imatges mostrades. Per aquesta utilització, que pot semblar paradoxal, de la música, Pasolini vol transcendir les escenes vulgars de la vida popular al rang religiós.
Lògicament, és Bach l'escollit per mantenir la pel·lícula en aquesta tensió entre realisme i sacralitat. Pasolini considerava la música de Bach com: « (...) la música en si, la música de l'absolut».
Inspirat sobretot en el treball de Bresson, que utilitza d'aquesta manera Mozart en Un condemnat a mort s'ha escapat, Pasolini imposa una música que es defineix com a ritual. D'altra banda, en cadascuna de les seves pel·lícules apareixerà un univers musical precís. Així, serà Vivaldi en Mamma Roma; després Mozart en Teorema. L'aparició de la música en Accattone expressa la fatalitat del destí i l'aspecte ineluctable de la tragèdia que s'interpreta davant nostre. Pasolini dirà pel que fa a això: «La música s'adreça a l'espectador i el posa en guàrdia, li fa comprendre que no es troba en presència d'una baralla d'estil neorealista, folklòric, sinó d'un combat èpic que desemboca en el sagrat, en el religiós».

## Repartiment
- Franco Citti: Accattone
- Franca Pasut: Stella
- Roberto Scaringella: Cartagine
- Silvana Corsini: Maddalena
- Paola Guidi: Ascenza
- Adriana Asti: Amore
- Mario Cipriani: Balilla
- Piero Morgia: Pio
- Danilo Alleva: Iaio
- Elsa Morante: una detinguda
- Gabriele Baldini (no surt als crèdits):[4] l'intel·lectual
- Luciano Conti: Il Moicano
- Luciano Gonini: Pide d'Oro
- Renato Capogna: Il Capogna
- Adriano Mazelli: el client d'Amore
- Mario Catiglione, Dino Frondi, Tommaso Nuevo: amics de Cartagine
- Romolo Orazzi: el sogre d'Accattone
- Silvio Citti: Sabino
- Adriana Monetta: Margheritona
- Giovanni Orgitano: Lo Scucchia
- Sergio Citti: un criat
- Massimo Cacciafeste: parent d'Accattone

## Premis i nominacions
Nominacions
- 1963: BAFTA al millor actor estranger per Franco Citti.[5]